# Namikata
Namikata (波方町, Namikata-chō) est un ancien bourg japonais du district d'Ochi, dans la préfecture d'Ehime, au Japon.

## Histoire
Le 16 janvier 2005, le bourg de Namikata est intégré à la ville d'Imabari, à la suite d'une fusion avec une douzaine d'autres municipalités voisines.